# 木村義雄 (棋士)
木村 義雄（きむら よしお、1905年（明治38年）2月21日 - 1986年（昭和61年）11月17日）は、将棋棋士。十四世名人。棋士番号は2。東京府東京市本所区本所表町（現：東京都墨田区）出身。
最初の実力制による名人、かつ最初の永世名人である。

## 経歴
江戸っ子である下駄屋の職人の子として育ち、幼い頃から囲碁と将棋が強く、大人にも負けなかったという。父は弁護士か外交官になることを望んでいたが、知人の説得に負けて義雄に囲碁の道場に通うことを許した。しかし生家の職業上糊として使うことから白米を常食としていた義雄は、囲碁の師匠の家である日出された麦飯を二口と食べられなかった。そのことを紹介者から忠告されたところ、父はその場では息子の無礼を侘びつつも、いくら貧乏したって米の飯を食うのがなぜ悪いと立腹して、後で義雄に対しては明日から碁をやめろと命じた。
浅草の将棋会所で指していたところを吉原から朝帰り中（本因坊秀哉も同行していた）の関根金次郎に見込まれ、1916年（大正5年）にその門下になる。1917年（大正6年）には関根の紹介で大和郡山柳沢家当主の柳沢保恵伯爵邸に書生として住み込み、慶應普通科に入学。この頃に坂田三吉（阪田三吉）や小野五平の指導を受ける機会に恵まれたという。同年のうちに初段格として朝日新聞の新聞棋戦に参加。
1918年（大正7年）に、柳沢邸の書生を辞して実家に戻り、外務省の給仕などを務め、夜学（錦城中学）に通いつつ将棋に励んだ。
1918年（大正7年）には二段に、1919年（大正8年）には三段となる。同門の兄弟子の金易二郎と花田長太郎を目標としていたという。
1920年（大正9年）には四段にまで昇る。同年、國民新聞主催で実施された三派花形棋士の三巴戦に関根派を代表して出場。土居市太郎派の金子金五郎、大崎熊雄派の飯塚勘一郎と戦って優勝を果たす。
1921年（大正10年）には五段に昇る。同年に死去した小野五平十二世名人の跡を受けて師の関根が名人に推挙され、十三世名人となる。
1924年（大正13年）、六段に昇る。報知新聞に嘱託として入社し、1942年まで観戦記を執筆する。同年には三派が合同を果たし、東京将棋連盟（後の日本将棋連盟の前身）が発足する。この年に坂田が関西で名人を僭称した。
1925年（大正14年）、七段に昇る。9月には新昇段規定により八段の資格を得たが、これを辞退した。この年に、花田と初のラジオ対局を行う。
1926年（大正15年）の3月、再び昇段点を獲得して八段に昇る。
22歳での八段は前例のない快挙であったが、木村はそれでは満足せず、他の先輩格の八段全員を半香の手合いに指し込む快挙をなしとげたという。その後まもなく指し込み制度は廃止となった。後に木村はこのことに対して非常に憤ったことを自著において述懐している。
1928年（昭和3年）、『将棋大観』を出版する。
1931年（昭和6年）、文藝春秋社主催の土居市太郎との五番勝負に四勝一敗とする。1933年（昭和8年）、読売新聞社主催の金子金五郎との十番勝負が、四連勝で終了する。
1935年（昭和10年）、関根が引退を表明し実力制名人戦が始まる。神田辰之助の八段昇段をめぐる将棋界の分裂劇もあったが（神田事件）、八段の中でも実力抜群であった木村は次第に頭角を現していく。
1937年（昭和12年）、将棋大成会成立後も関西で孤塁を守っていた坂田との対戦を周囲の反対を押し切って実現させ、2月5日から11日にかけて京都南禅寺で対戦して勝利する。同年の12月6日には、名人リーグ戦で千日手指しなおしの末に花田を破り、名人リーグ戦では同じ「13勝2敗」の成績ながら一般棋戦の差で第1期名人戦の勝者となる。1938年（昭和13年）2月11日に、将棋大成会道場にて、名人就位式を実施する。なお、名人就位時、江戸時代の名人が詰将棋集を将軍に献上したことに倣い、記念の詰将棋を発表している。同1938年から、将棋大成会の会長となる。
1940年（昭和15年）の第2期名人戦は、かつて「土居時代」を築いた実力者である土居を4勝1敗で下し、1942年（昭和17年）の第3期名人戦では関西の期待を一身に担う神田を4連勝で下した。
1943年（昭和18年）から1944年（昭和19年）の第4期名人戦は挑戦予備手合で当時の八段陣を下し名人位を維持した。1944年（昭和19年）から1945年（昭和20年）の第5期名人戦には挑戦資格者が現れず、そのまま名人防衛となった。
この頃から関西の升田幸三、大山康晴が台頭する。1945年11月、木村は将棋大成会会長として、棋士総会に「段位撤廃」「順位戦創設」を提言する。段位撤廃はのちに撤回されたが、順位戦は翌1946年から開始する。
1947年（昭和22年）の第6期名人戦で塚田正夫が木村から名人位を奪取した。若い塚田には対局以外の仕事を木村同様にこなすのは困難であったため、木村には前名人の称号が与えられ、これまで通り棋界第一人者の立場で社会活動することが認められた。しかし金銭面での待遇は大幅に下がったため、生活に苦慮したともいう。同1947年、将棋大成会から日本将棋連盟と改名された連盟の会長となり、1948年までつとめる。
1948年の第7期名人戦のA級リーグ戦では不振だったものの、1949年第8期名人戦A級リーグ戦で優勝して挑戦者となり、3勝2敗（この期のみ五番勝負）で塚田を破り、名人に復位する勝負強さを見せた。その後、第9期（1950年）、第10期（1951年）名人戦ではそれぞれ大山、升田を退けた。
1951年（昭和26年）の暮れから行われた第1期王将戦では、升田と対戦して一勝四敗となり指し込みに追い込まれ、升田に香を引かれる事態になる。この時、香落ち戦の第6局を升田が対局拒否をする陣屋事件が起こった。升田の処遇をめぐって将棋界は紛糾したが、最終的には木村が裁定を下しその混乱を収拾した。この対局は、「升田の不戦敗」となり、香車を落とされる対局は実現しなかった。

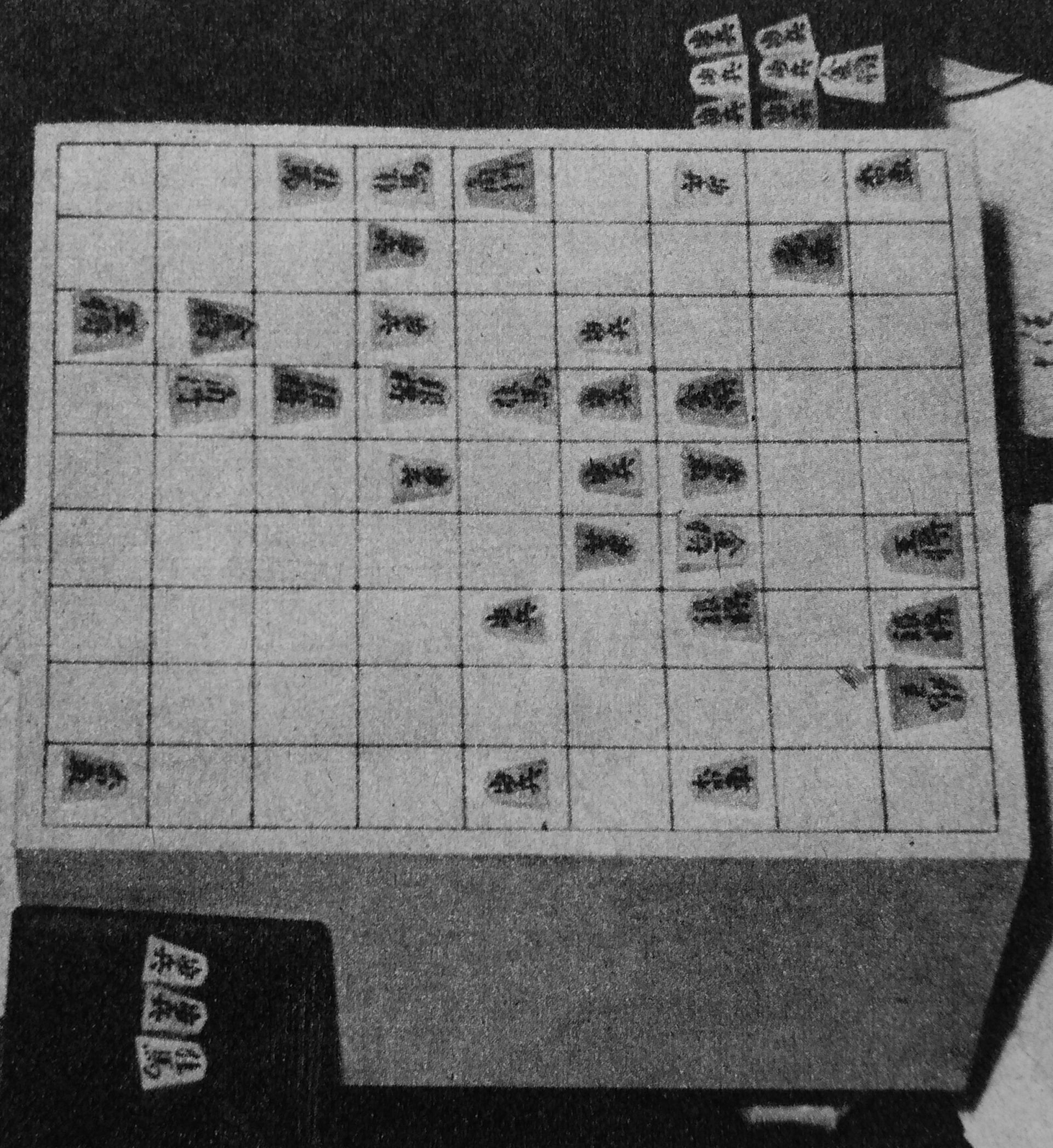
第11期名人戦で大山に敗れた時の盤面

しかし、もはや盤上ではすっかり精彩を欠くようになっていた木村は1952年（昭和27年）の第11期名人戦で7月15日に1勝4敗で大山に敗れ、名人を失冠する。この時勝った大山は、敗れた木村に深々と頭を下げたという。
「よき後継者を得た」との言葉を残し、敗戦から約一か月後の同年8月14日に、上野の寛永寺で開かれた物故棋士追善将棋大会の席上で引退を表明した。日本将棋連盟は、木村を十四世名人に推挙した。
引退時、この後も棋戦によっては参加すると語っており、同1952年度は引退後も大山と「日経年代対抗棋戦」「名人A級選抜勝継戦」で対戦しており、また塚田と「木村・新九段三番勝負」を戦った（九段戦の「名人九段五番勝負」の代替棋戦、木村二連敗）。その後も「記念対局」「模範対局」などを行っている。墓所は鎌倉霊園。

## 人物

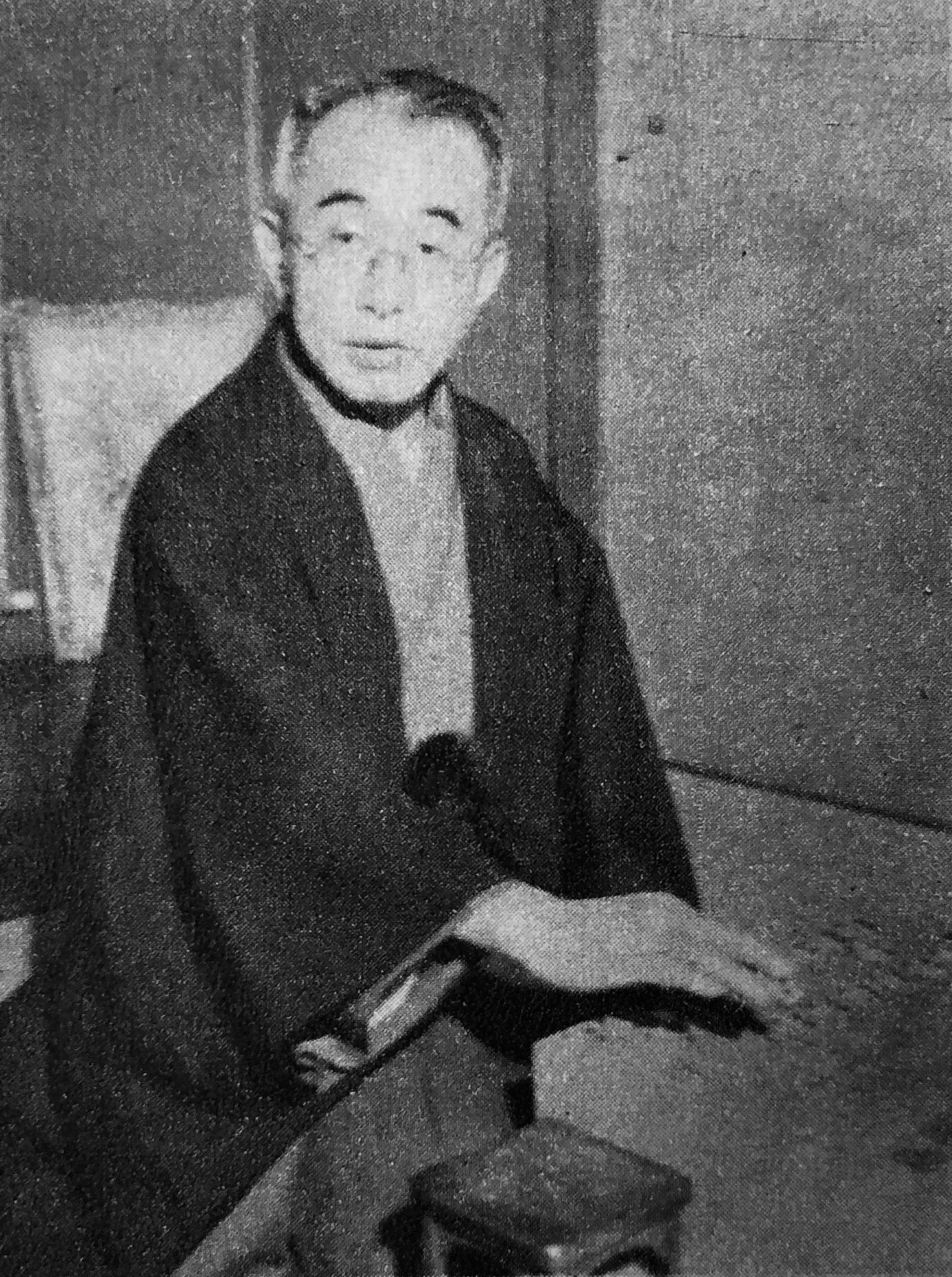
1954年

将棋界の第一人者として最強を誇り、当時の上位棋士を全て指し込むなど、戦前・戦中の将棋界に名を轟かせ、「常勝将軍」と呼ばれ恐れられたという。信条は「勝ち将棋を勝て」。一般人にも、相撲で不敗を誇った双葉山と並んでよく知られていた。将棋大成会の組織・運営にも辣腕を振るい、段級位の廃止や順位戦の導入を提案するなど将棋界の近代化に尽くした。将棋の連盟の度重なる分裂にも心を痛め、分裂の原因となっていた、師弟関係・親子関係を排斥するために、新進棋士奨励会を設立した。
戦後、若手棋士たちは木村を倒すために持ち時間の短い将棋に有利な急戦腰掛け銀定跡の研究を行ったという。しかし木村は、名人失冠後に腰掛け銀の研究に打ち込み、先手必勝の角換わり腰掛け銀定跡（木村定跡）を完成させたという。
坂口安吾は、第8期名人戦第5局の観戦記「勝負師」において、「彼（木村）は十年不敗の名人であり、大成会の統領で、名実ともに一人ぬきんでた棋界の名士で、常に東奔西走、多忙であつた。明日の対局に今夜つくはおろかなこと、夜行でその朝大阪へついて対局し、すぐ又所用で東へ走り西へ廻るといふ忙しさであつた。」と述べ、また「青春論」では「彼（木村）は心身あげて盤上にのたくり廻るという毒々しいまでに驚くべき闘志をもった男である」と讃えている。
報知新聞嘱託として長く観戦記を執筆し、名文家として知られた。
引退後は神奈川県茅ヶ崎市にて隠棲生活を送り、1960年（昭和35年）に将棋棋士として初となる紫綬褒章を受章。1978年（昭和53年）には勲三等旭日中綬章を受章した。
1977年頃に日本将棋連盟が大阪市に関西将棋会館を建設するべく資金を集めるための資材として木村と大山康晴（十五世名人）、中原誠（当時の現役名人、後の十六世名人）の3人による署名入りの記念免状を発行した。その際には茅ヶ崎の木村邸で木村・大山・中原のスリーショット写真が撮影されている。
加藤一二三の著書によると洗礼を受けたクリスチャンであったとのことである。実際は、死去の前日に、夫人の願いをいれて病床で洗礼を受けた。1986年、満年齢81歳の「盤寿」での死去であり、死去日は将棋連盟が決めた「将棋の日」である11月17日だった。12月13日の将棋連盟葬は、キリスト教式で行われた。
江戸っ子としての粋にこだわる一面もあり、修行時代に木村の鞄持ちをしていたこともある芹沢博文によれば「昼食に鰻重が届くと、蓋を取って茶を注ぎ、しばらくすると上に乗った鰻を捨て、香の物をおかずに茶漬けを食べる」ことがしばしばあったという。「鰻をポイと捨てるところが通の食べ方である」と芹沢はその食べ方を絶賛している。
弟子の花村元司と板谷四郎も木村同様多くの弟子を輩出し、系譜上には深浦康市（王位）、高見泰地（叡王）、藤井聡太（竜王・名人・王位・叡王・王座・棋王・王将・棋聖）らタイトル獲得者や、平成期以降も多くのプロ棋士が誕生している。長男の木村公正は、のちにプロとなる木村嘉孝とともに早稲田大学将棋部で活躍した。三男の木村義徳もプロ棋士となったが、加藤治郎門下となり、系統は異なる（木村は関根金次郎、加藤は小菅剣之助の系譜）。
特に花村とは仲がよく、晩年まで共に仲良く競輪場へ通っていた。1985年に花村が先に亡くなると「（花村は）とてもよい弟子だがたった一つ悪いことをした。師匠より早く死んだことだ」と悲しんだという。
弟の木村文俊は駒師。妹の若子は女優松井須磨子の養女となり、のち俳人・川上梨屋の妻。妻・鶴子は実業家鶴森信太郎の娘。日本鋳銅取締役の鶴森亀蔵は義兄にあたる。先述の通り、三男・義徳も棋士となり順位戦A級八段まで昇級昇段（引退後に贈九段）。

## 弟子

### 棋士
| 名前     | 四段昇段日    | 段位、主な活躍                                   |
| -------- | ------------- | ------------------------------------------------ |
| 北楯修哉 | 1940年1月1日  | 九段、A級在籍2期                                 |
| 板谷四郎 | 1941年1月1日  | 九段、棋戦優勝1回、A級在籍3期                    |
| 金高清吉 | 1941年        | 八段                                             |
| 花村元司 | 1944年        | 九段、タイトル挑戦4回、棋戦優勝3回、 A級在籍16期 |
| 清野静男 | 1949年4月1日  | 八段                                             |
| 木村嘉孝 | 1960年10月1日 | 七段                                             |

## 名勝負の数々

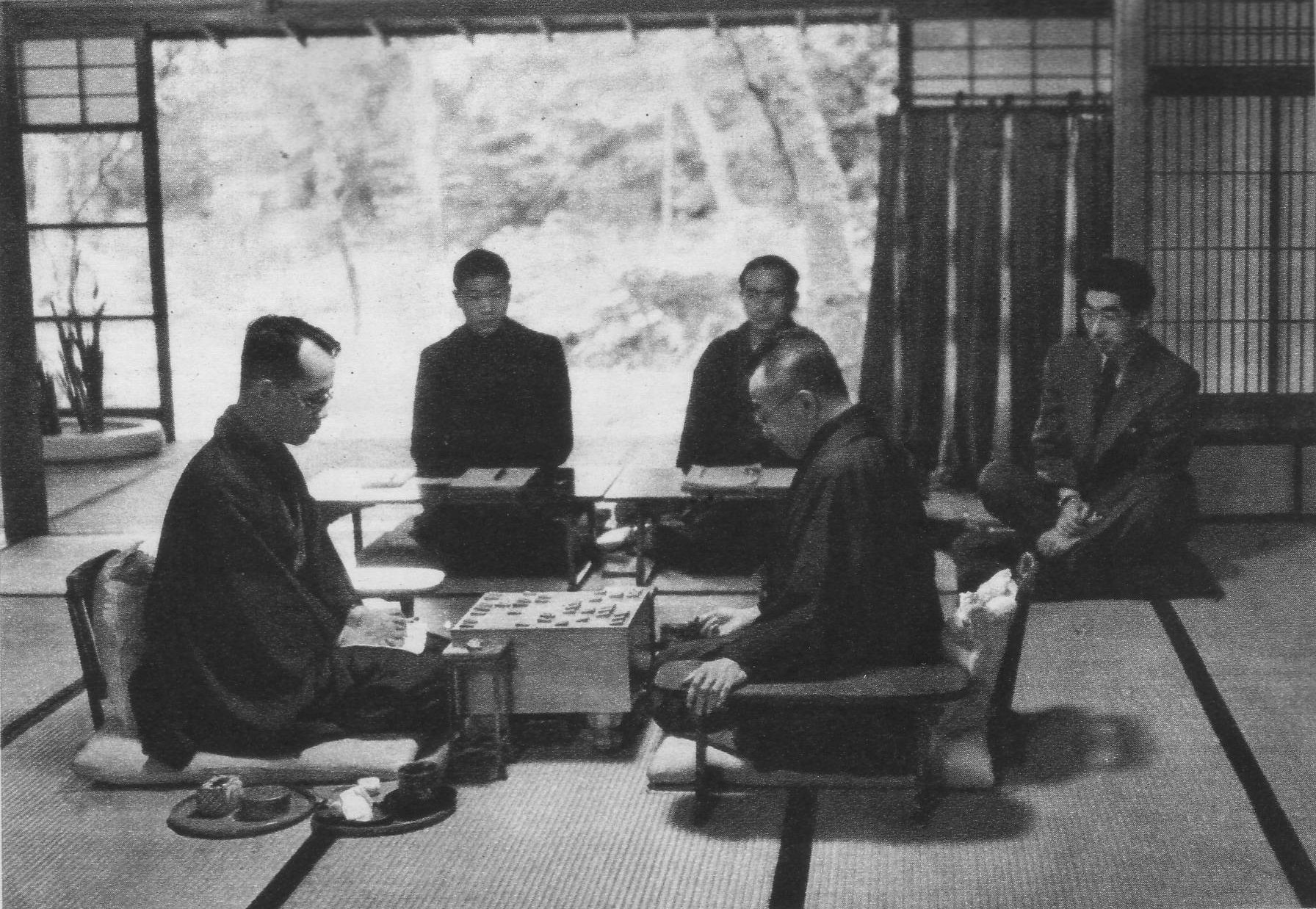
第11期名人戦にて大山康晴（左）と対局 右端は秩父宮雍仁親王（1952年5月20日）

木村には名勝負と呼ばれているいくつかの対局がある。それを以下に記す（段位、タイトルはその時点のもの）。
南禅寺の決戦
対坂田三吉関西名人、1937年（昭和12年）2月5日 - 11日。
関西名人を称していた坂田を破り、東西に分裂していた将棋界を統一した一戦として、当時のマスコミに宣伝された一戦である。近代将棋の第一人者の木村と、関西将棋の第一人者坂田の決戦ということもあり、大評判となった。坂田の初手が端歩突きであったことも有名である。織田作之助に至っては新聞で報じられた端歩突きを見て「初めて感動というものを知った」と言わしめたほどであった（「聴雨」）。しかし、対局そのものは将棋から遠ざかっていた対戦相手坂田の実力が衰えており、木村が終始優勢で、木村は非常に楽観的に指すことが出来、三日目終了後、報知新聞の記事を書いて酒を飲むほどリラックスしていた。逆に坂田は火鉢をかき回すなどあせりの色が濃く、付き添いの娘（坂田玉枝）をしきりに見ていたという。
坂田の将棋に詳しい福崎文吾によれば、坂田の将棋の中でももっとも不出来な対局であるといい、坂田に代表される力将棋の時代が終わり、木村に代表される理論に基づいた近代将棋の時代が来たことを告げる対局であったといえる。
定山渓の決戦
対土居市太郎八段、1940年（昭和15年）6月25 - 27日（第2期名人戦第3局）。
2回に及ぶ千日手指し直しの末に行われた一局。土居の唯一の勝局になったが、木村は土居を「天才」と賞賛した。
済寧館の決戦
対塚田正夫名人、1949年（昭和24年）5月24、25日（第8期名人戦第5局）
皇居内済寧館で行われた。木村が二年前に塚田に奪われた名人位を奪還した一番。「別冊文藝春秋」誌（昭和24年第12号）に掲載された坂口安吾の観戦記「勝負師」に詳しい。

## 定跡研究に尽くす
木村は将棋が強いばかりではなく、将棋普及にも尽くした。これまでの定跡書が素人には良く分からないとされていたのを改善し、名著『将棋大観』を著し、駒落ち定跡を定めている。現在でも『将棋大観』掲載の定跡は、「大観定跡」といわれ駒落ち将棋の基本となっている。また、平手戦でも数々の定跡を発見・確立した。
- 角換わり腰掛け銀における木村定跡の確立
- 不利とされていた横歩取り2三歩で先手有利となる形を定跡化[18]
- 香落ち上手で愛用した木村美濃の考案
- 相掛かりで雁木囲いを愛用し、「木村不敗の陣」と呼ばれた[19]。

## 昇段履歴
- 1916年00月00日： 入門
- 1920年08月19日： 四段[1]
- 1921年00月00日： 五段
- 1924年00月00日： 六段
- 1925年00月00日： 七段
- 1926年03月00日： 八段
- 1952年08月24日： 引退、十四世名人を襲位
- 1986年11月17日： 逝去（享年81） - 命日の11月17日は奇しくも将棋の日
- 1989年11月17日： 称号「実力制初代名人」追贈[22][23]

## 成績

### 獲得タイトル
- 名人 通算8期（第1期〈1938年〉-第5期、第8期-第10期）- 永世名人（十四世名人）
※番勝負での獲得は通算5期（番勝負実施なしの計3期〈第1期、第4-5期〉を除いた場合）

タイトル戦登場
- 名人戦：10回（第1期-第6期、第8期-第11期）
※番勝負実施分の登場回数は7回〈番勝負実施なしの第1期、第4-5期を除いた場合）
- 王将戦： 1回（第1期〈1951年度〉）
- 登場回数 合計11回
※番勝負実施分の登場回数合計は8回〈番勝負実施なしの名人戦第1期、第4-5期を除いた場合）

順位戦
- A級以上 10期[注 7]

| 01位 | 羽生善治* | 099期 | (138回) |
| 2位  | 大山康晴  | 80期  | (112回) |
| 3位  | 中原誠    | 64期  | (091回) |
| 4位  | 渡辺明*   | 31期  | (045回) |
| 5位  | 藤井聡太* | 28期  | (029回) |

| 6位  | 谷川浩司*                   | 27期        | (057回)         |
| 7位  | 米長邦雄                    | 019期       | (048回)         |
| 8位  | 佐藤康光*                   | 13期        | (037回)         |
| 9位  | 森内俊之*                   | 12期        | (025回)         |
| 10位 | 加藤一二三                  | 08期        | (024回)         |
|      | 木村義雄 (番勝負実施分のみ) | 08期 (05期) | (011回) (008回) |

| 01位 | 羽生善治* | 099期 | (138回) |
| 2位  | 大山康晴  | 80期  | (112回) |
| 3位  | 中原誠    | 64期  | (091回) |
| 4位  | 渡辺明*   | 31期  | (045回) |
| 5位  | 藤井聡太* | 28期  | (029回) |

| 6位  | 谷川浩司*                   | 27期        | (057回)         |
| 7位  | 米長邦雄                    | 019期       | (048回)         |
| 8位  | 佐藤康光*                   | 13期        | (037回)         |
| 9位  | 森内俊之*                   | 12期        | (025回)         |
| 10位 | 加藤一二三                  | 08期        | (024回)         |
|      | 木村義雄 (番勝負実施分のみ) | 08期 (05期) | (011回) (008回) |

### 一般棋戦優勝
- 王将戦 1回（第1回-1950年度 = タイトル戦となる前年）
- NHK杯戦 1回（第1回-1951年度）
- 全日本選手権戦 1回（第1回-1948年度）

### 将棋大賞
- 第1回 将棋大賞（1973年度）特別賞

### 順位戦在籍クラス
| 開始 年度 | (出典)順位戦出典 | (出典)順位戦出典                        | (出典)順位戦出典                        | (出典)順位戦出典                        | (出典)順位戦出典                        | (出典)順位戦出典                        | (出典)順位戦出典                        | (出典)順位戦出典                        |
| 開始 年度 | 期               | 名人                                    | A級                                     | B級                                     | B級                                     | C級                                     | C級                                     | 0                                       |
| 開始 年度 | 期               | 名人                                    | A級                                     | 1組                                     | 2組                                     | 1組                                     | 2組                                     | 0                                       |
| --- | ---------------- | --------------------------------------- | --------------------------------------- | --------------------------------------- | --------------------------------------- | --------------------------------------- | --------------------------------------- | --------------------------------------- |
| 1937 |                  | 【 第1期名人 】(第1期 番勝負の実施無し) | 【 第1期名人 】(第1期 番勝負の実施無し) | 【 第1期名人 】(第1期 番勝負の実施無し) | 【 第1期名人 】(第1期 番勝負の実施無し) | 【 第1期名人 】(第1期 番勝負の実施無し) | 【 第1期名人 】(第1期 番勝負の実施無し) | 【 第1期名人 】(第1期 番勝負の実施無し) |
| 1938 |                  | 【 第1期名人 】(第1期 番勝負の実施無し) | 【 第1期名人 】(第1期 番勝負の実施無し) | 【 第1期名人 】(第1期 番勝負の実施無し) | 【 第1期名人 】(第1期 番勝負の実施無し) | 【 第1期名人 】(第1期 番勝負の実施無し) | 【 第1期名人 】(第1期 番勝負の実施無し) | 【 第1期名人 】(第1期 番勝負の実施無し) |
| 1939 |                  | 【 第2期名人 】                         | 【 第2期名人 】                         | 【 第2期名人 】                         | 【 第2期名人 】                         | 【 第2期名人 】                         | 【 第2期名人 】                         | 【 第2期名人 】                         |
| 1940 |                  | 【 第2期名人 】                         | 【 第2期名人 】                         | 【 第2期名人 】                         | 【 第2期名人 】                         | 【 第2期名人 】                         | 【 第2期名人 】                         | 【 第2期名人 】                         |
| 1941 |                  | 【 第3期名人 】                         | 【 第3期名人 】                         | 【 第3期名人 】                         | 【 第3期名人 】                         | 【 第3期名人 】                         | 【 第3期名人 】                         | 【 第3期名人 】                         |
| 1942 |                  | 【 第3期名人 】                         | 【 第3期名人 】                         | 【 第3期名人 】                         | 【 第3期名人 】                         | 【 第3期名人 】                         | 【 第3期名人 】                         | 【 第3期名人 】                         |
| 1943 |                  | 【 第4期名人 】(第4期 番勝負の実施無し) | 【 第4期名人 】(第4期 番勝負の実施無し) | 【 第4期名人 】(第4期 番勝負の実施無し) | 【 第4期名人 】(第4期 番勝負の実施無し) | 【 第4期名人 】(第4期 番勝負の実施無し) | 【 第4期名人 】(第4期 番勝負の実施無し) | 【 第4期名人 】(第4期 番勝負の実施無し) |
| 1944 |                  | 【 第4期名人 】(第4期 番勝負の実施無し) | 【 第4期名人 】(第4期 番勝負の実施無し) | 【 第4期名人 】(第4期 番勝負の実施無し) | 【 第4期名人 】(第4期 番勝負の実施無し) | 【 第4期名人 】(第4期 番勝負の実施無し) | 【 第4期名人 】(第4期 番勝負の実施無し) | 【 第4期名人 】(第4期 番勝負の実施無し) |
| 1945 |                  | 【 第5期名人 】(第5期 番勝負の実施無し) | 【 第5期名人 】(第5期 番勝負の実施無し) | 【 第5期名人 】(第5期 番勝負の実施無し) | 【 第5期名人 】(第5期 番勝負の実施無し) | 【 第5期名人 】(第5期 番勝負の実施無し) | 【 第5期名人 】(第5期 番勝負の実施無し) | 【 第5期名人 】(第5期 番勝負の実施無し) |
| 1946 |                  | 【 第5期名人 】(第5期 番勝負の実施無し) | 【 第5期名人 】(第5期 番勝負の実施無し) | 【 第5期名人 】(第5期 番勝負の実施無し) | 【 第5期名人 】(第5期 番勝負の実施無し) | 【 第5期名人 】(第5期 番勝負の実施無し) | 【 第5期名人 】(第5期 番勝負の実施無し) | 【 第5期名人 】(第5期 番勝負の実施無し) |
| |                  | 順位戦開始前↑（第5期名人まで）          |                                         |                                         |                                         |                                         |                                         |                                         |
| |                  | 順位戦開始後↓（第5期名人在位）          |                                         |                                         |                                         |                                         |                                         |                                         |
| 1947 | 1                | 名人                                    |                                         |                                         |                                         |                                         |                                         | --                                      |
| 1948 | 2                |                                         | A 01                                    |                                         |                                         |                                         |                                         | 7-7                                     |
| 1949 | 3                |                                         | A06                                     |                                         |                                         |                                         |                                         | 7-2                                     |
| 1950 | 4                | 名人                                    |                                         |                                         |                                         |                                         |                                         | --                                      |
| 1951 | 5                | 名人                                    |                                         |                                         |                                         |                                         |                                         | --                                      |
| 1952 | 6                | 名人                                    |                                         |                                         |                                         |                                         |                                         | --                                      |
| |                  | 第11期名人戦（第6期順位戦）を以って引退 |                                         |                                         |                                         |                                         |                                         |                                         |
| 順位戦の 枠表記 は挑戦者。 右欄の数字は勝-敗(番勝負/PO含まず)。 順位戦の右数字はクラス内順位 ( x当期降級点 / *累積降級点 / +降級点消去 ) |                  |                                         |                                         |                                         |                                         |                                         |                                         |                                         |

### 年度別成績
| 年度              | 対局数 | 勝数 | 負数 | 勝率   | (出典) |
| ----------------- | ------ | ---- | ---- | ------ | ------ |
| 1945              | 7      | 5    | 2    | 0.7143 |        |
| 1946              | 19     | 11   | 7    | 0.6111 |        |
| 1947              | 23     | 11   | 12   | 0.4783 |        |
| 1948              | 22     | 15   | 7    | 0.6818 |        |
| 1949              | 23     | 14   | 9    | 0.6087 |        |
| 1950              | 24     | 16   | 8    | 0.6667 |        |
| 1951              | 37     | 20   | 17   | 0.5405 |        |
| 1952              | 18     | 5    | 12   | 0.2941 |        |
| 1953              | 1      | 0    | 1    | 0.0000 |        |
| 1954              | 3      | 3    | 0    | 1.0000 |        |
| 1955              | 5      | 4    | 1    | 0.8000 |        |
| 1956              | 1      | 0    | 1    | 0.0000 |        |
| 1957              | 2      | 1    | 1    | 0.5000 |        |
| 1958              | 1      | 0    | 1    | 0.0000 |        |
| 1959              | 1      | 0    | 1    | 0.0000 |        |
| 1952年8月24日引退 |        |      |      |        |        |

## 栄典・表彰
褒章
- 1960年11月 紫綬褒章 - 将棋界初の褒章受章[13]

叙勲
- 1978年11月 勲三等旭日中綬章 [13]

## 主な著書
- 將棋大觀 木村義雄 著 誠文堂 1928 (大日本百科全集)
  - 将棋大観 上下 木村義雄 著 誠文堂新光社 1947-1949
  - 将棋大観 木村義雄 著 日本将棋連盟 1976
  - 将棋大観 : 駒落ち定跡全集 木村義雄 著 日本将棋連盟 1987
- 予の将棋決戦録 木村義雄 著 大森書房 1929
- 私の三十五年 木村義雄 著 新潮社 1939
- 私の将棋 木村義雄 著 誠文堂新光社 1949
- 勝負の世界 木村義雄 著 六興出版社 1951　
  - 『勝負の世界 : 将棋随想』恒文社
- 将棋一代 木村義雄 著 世界社 1952 - 自伝　　
  - 『木村義雄 : 将棋一代』講談社 - 戦後の時代についての大幅な加筆あり。
  - 「ある勝負師の生涯 : 将棋一代」文春文庫　- 世界者版を原本。さらに、大幅な章の削除あり。
  - 『木村義雄 : 将棋一代』日本図書センター(人間の記録) - 講談社本の再刊

## 放送
- 名勝負の解説・木村義雄編（囲碁将棋チャンネル）

1. 朝日新聞主催 番外企画対局, 木村義雄初段格 vs 小泉兼吉初段 対局日：1917年1月17日
2. 国民新聞社主催 鼎立三派三巴戦　木村義雄四段 vs 金子金五郎四段 対局日：1920年9月. 10月31日
3. 朝日新聞主催 番外企画対局 木村義雄五段 vs 高浜禎五段 対局日：1922年4月
4. 史上初のラジオ放送対局 木村義雄七段 vs 花田長太郎八段 対局日：1925年9月. 11月14日
5. 東京日日新聞主催 名家敗退棋戦 木村義雄八段 vs 土居市太郎八段 対局日：1928年12月
6. 第2回 日本選手権争奪戦 木村義雄八段 vs 金易二郎八段 対局日：1930年9月. 11月28日
7. 七八段三角棋戦優勝者対名人戦 木村義雄八段 vs 関根金次郎名人 対局日：1935年6月
8. 読売新聞主催 坂田木村大棋戦[25]（南禅寺の決戦） 木村義雄八段 vs 坂田三吉 対局日：1937年2月5日
9. 東京日日新聞主催 名人決定大棋戦 木村義雄八段 vs 花田長太郎八段 対局日：1937年12月
10. 第4期名人戦第2回名人挑戦予備手合 木村義雄名人 vs 大野源一八段
11. 第1期 王将戦 挑戦手合七番勝負 木村義雄名人 vs 升田幸三八段 対局日：1952年2月
12. 年代別対抗棋戦（40代 対 20代） 木村義雄14世名人 vs 大山康晴名人 対局日：1952年9月